# Cumulato

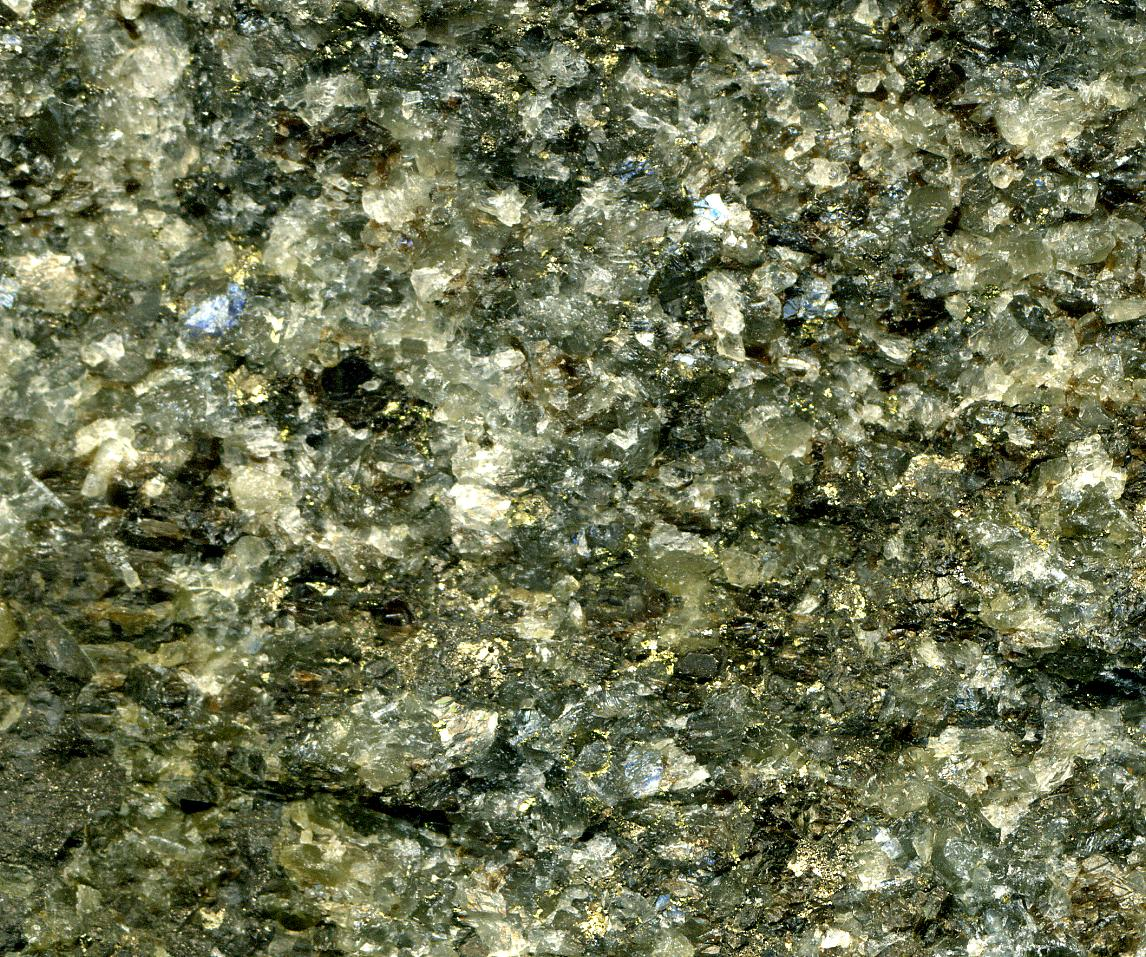
Um cumulato de norite sulfídica de Montana.

Cumulato (do latim cumulus, "montão", "pilha") é a designação dada em geologia e geoquímica à acumulação de cristais num magma e, por extensão, à rocha resultante. Quando ocorre uma segregação extrema entre cristais e magma podem gerar-se cumulatos constituídos por camadas de um único mineral (cumulatos monominerálicos).